# Gagince
Gagince (cyr. Гагинце) – wieś w Serbii, w okręgu jablanickim, w mieście Leskovac. W 2011 roku liczyła 87 mieszkańców.